# 17959 Camierickson
A 17959 Camierickson (ideiglenes jelöléssel 1999 JZ33) a Naprendszer kisbolygóövében található aszteroida. A LINEAR projekt keretében fedezték fel 1999. május 10-én.